# The Desperado (film 1916)
The Desperado è un cortometraggio muto del 1916 diretto e interpretato da Rupert Julian. La parte della bambina è interpretata da Zoe Rae che, all'epoca, aveva sei anni ma che con questo, era già al suo ventesimo film.

## Trama
Un desperado, in fuga dalla legge, sacrifica la sua vita per salvare quella di una bambina morsa da un serpente a sonagli.

## Produzione
Il film fu prodotto dall'Universal Film Manufacturing Company (con il nome Laemmle). Venne girato agli Universal Studios, al 100 di Universal City Plaza, a Universal City.

## Distribuzione
Il detentore dei diritti del film è l'Universal Film Manufacturing Company (15 marzo 1916).
Distribuito dall'Universal Film Manufacturing Company, uscì nelle sale cinematografiche statunitensi il 22 marzo 1916.